# Saint-Savin (Isère)
Saint-Savin – miejscowość i gmina we Francji, w regionie Owernia-Rodan-Alpy, w departamencie Isère.
Według danych na rok 1990 gminę zamieszkiwało 2466 osób, a gęstość zaludnienia wynosiła 100 osób/km² (wśród 2880 gmin regionu Rodan-Alpy Saint-Savin plasuje się na 355. miejscu pod względem liczby ludności, natomiast pod względem powierzchni na miejscu 338.).